# Leslie Wilton Andrew
Leslie Wilton Andrew VC, DSO, novozelandski general, * 23. marec 1897, † 9. januar 1969.